# Allah være lovet, det blev en dreng!
Allah være lovet, det blev en dreng! er en dokumentarfilm fra 1979, der er instrueret af Nele Rue og Mette Bovin.

## Handling
Hvor utroligt det end lyder, er de afrikanske kvinders latter aldrig mere smittende, end når de fortæller om, hvor kede man er af det i Mangaland, når der fødes en pige, og hvor tilsvarende stor begejstringen er over et drengebarn. Til gengæld er mændene fulde af uro og beklagelser over kvindernes stigende mangel på respekt. Nok er forskellene store, men ofte er lighederne mellem dem og os ikke til at overse. Med beskrivelsen af kvinderne fra Mangaland vil de danske kvinder bag filmen "gerne være med til at drage nogle sammenligninger for at lægge op til overvejelserne omkring årsagerne til de forskelle og ligheder, der er i kvinders liv rundt om i verden. Ved at høre om og forstå kvinder i andre land, tror vi, at vi forstår os selv lidt bedre".